# Bobrowniki (województwo pomorskie)

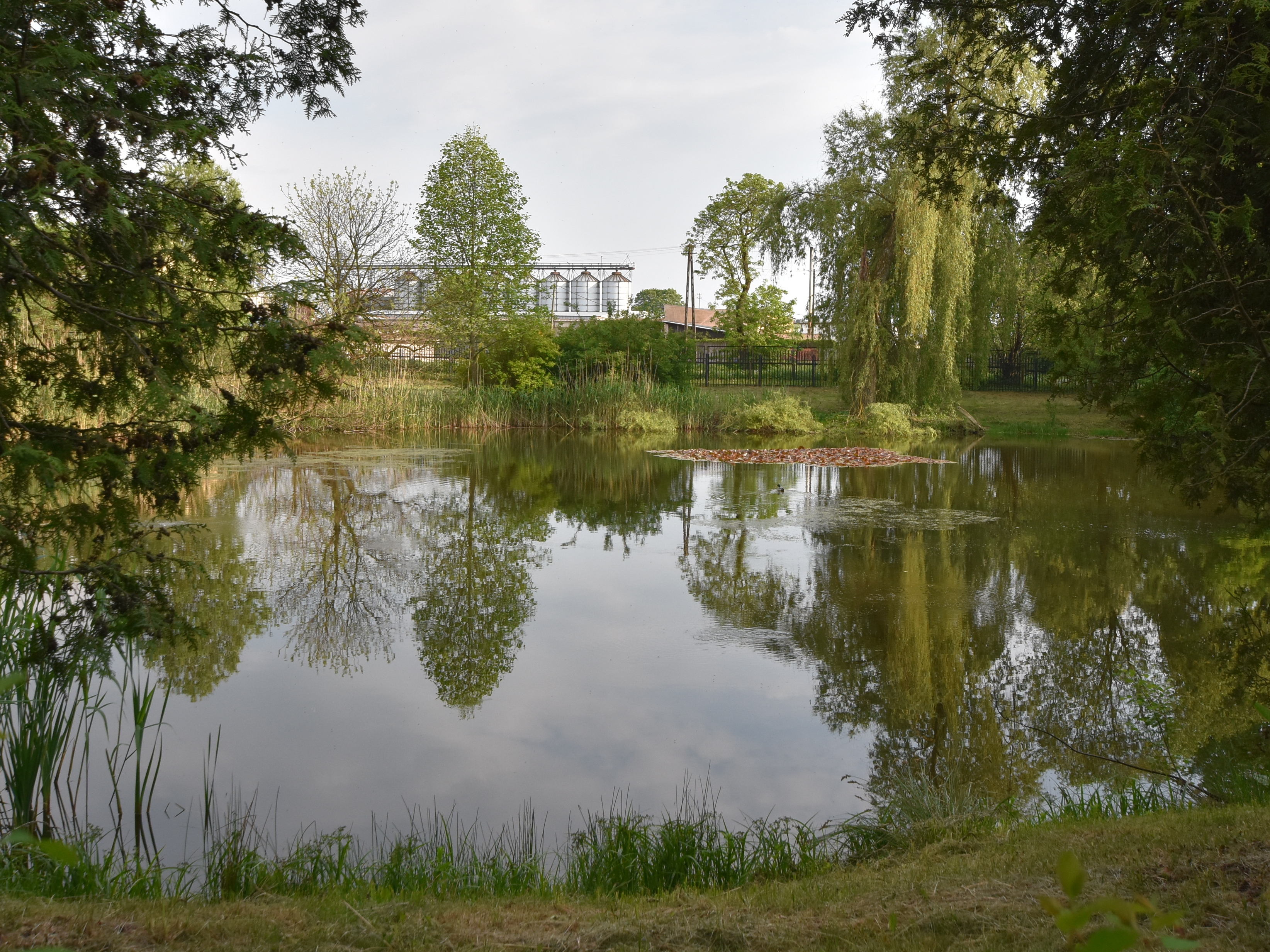
Staw przypałacowy

Bobrowniki (kaszb. Béwerzdorp lub też Bòbrowniczi, niem. Bewersdorf) – osada w Polsce położona w województwie pomorskim, w powiecie słupskim, w gminie Damnica na Pobrzeżu Słowińskim. Wieś jest siedzibą sołectwa Bobrowniki w którego skład wchodzi również miejscowość Skibin.
W latach 1975–1998 miejscowość administracyjnie należała do województwa słupskiego.

## Nazwa
Nazwa jest tzw. chrztem nazewniczym i ma charakter pseudosłużebny. Pochodzi od nazwy pospolitej bobrownik „hodowca bobrów”. Pierwotna niemiecka nazwa Bewersdorf ma charakter dzierżawczy i jest zrostem dwóch członów-nazw pospolitych: dniem. Bewer „chłop” i Dorf „wieś”. Nazwa polska powstała przez utożsamienie członu Bewer z nazwą pospolitą Bieber „bóbr”.
Rada Języka Kaszubskiego proponuje opartą na polskiej kaszubską formę nazwy Bòbrowniczi.

## Zabytki
- Pałac rodziny von Mitzlaff z 1865, piętrowy, o cechach neogotyckich i neoklasycystycznych z wyższymi ryzalitami narożnymi i graniastą wieżą o sześciu kondygnacjach z platformą widokową, w otoczeniu park[7]